# Армяне в США
Армяне в США (англ. Armenian Americans, арм. Հայերն ԱՄՆ-ում) — американцы армянского происхождения. Проживают главным образом в штате Калифорния, хотя имеются крупные общины и в других частях страны.

## Численность
Согласно официальным данным Бюро переписи населения США в стране проживает 483,366 армян (на 2011 год). Однако в подобных переписях обычно армяне учитываются как «белые» или как «американцы» и лишь малая часть пишет в графе «армянин». Существуют следующие оценки численности армян в Соединённых Штатах: 800,000, 1,000,000, 1,200,000, 1,270,000, 1,400,000, 1,500,000, 2,000,000 или даже более.

## История

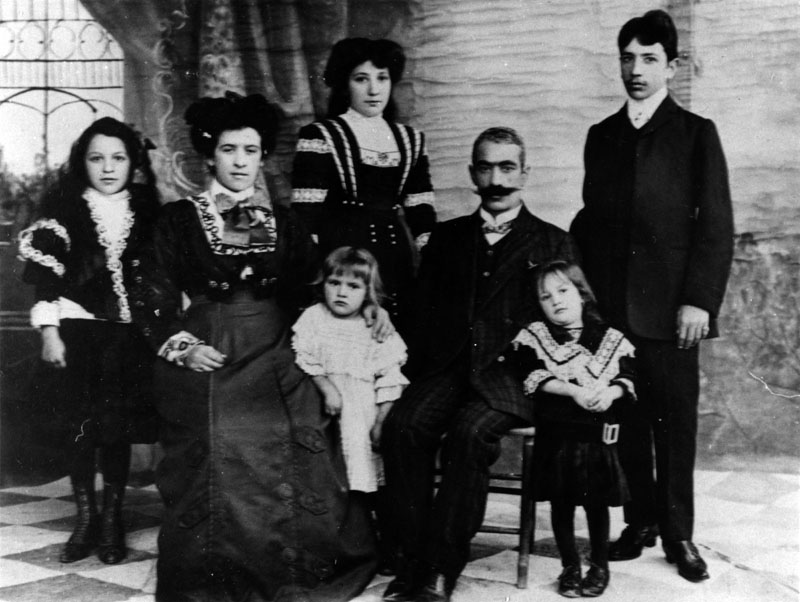
Армянская семья из Бостона, 1908 год

Первым известным армянином-жителем США был Мартин Армянин, прибывший в Джеймстаун, штат Виргиния в 1618 году. К периоду с XIX века по 1920-е годы относится первая волна армянской иммиграции в США. Её составляли преимущественно молодые люди, ехавшие в США за образованием, а также беженцы из Османской империи в период геноцида армян. В 1920-е введение иммиграционных квот значительно снизило количество армян, которые могли въехать в Соединённые Штаты. В это время появилась американская община Армянской апостольской церкви. Первая армянская церковь в США была построена в 1881 году в Русте. За последующие 10 лет в разных частях США были воздвигнуты один за другим множество армянских церквей.
В 1940-е—1950-е в США переехали некоторые узники немецких концлагерей армянского происхождения, не пожелавшие возвращаться в СССР. Тем не менее, вторая волна начинается в 1960-е, когда армяне из Советского Союза и из диаспор Старого света снова получили возможность иммигрировать в США. Пик пришёлся на 1970-е—1980-е, что связано с событиями, происходившими в местах проживания больших армянских общин Ближнего Востока: гражданской войной в Ливане (1975) и Исламской революцией (1978), а также с экономическими и идеологическими причинами в случае эмигрантов из СССР.
В 2021 году США признали геноцид армян в османской империи и армяне США готовят иски против Турции.

## Общины
Большинство американских армян живут в долине Сан-Фернандо, на берегу Тихого океана, на юге штата Калифорния, близ границы с Мексикой. Самая большая армянская община в стране находится в Лос-Анджелесе. В городе есть район Маленькая Армения. 150,000 армян проживает в Глендейле, что составляет 78 % населения города.

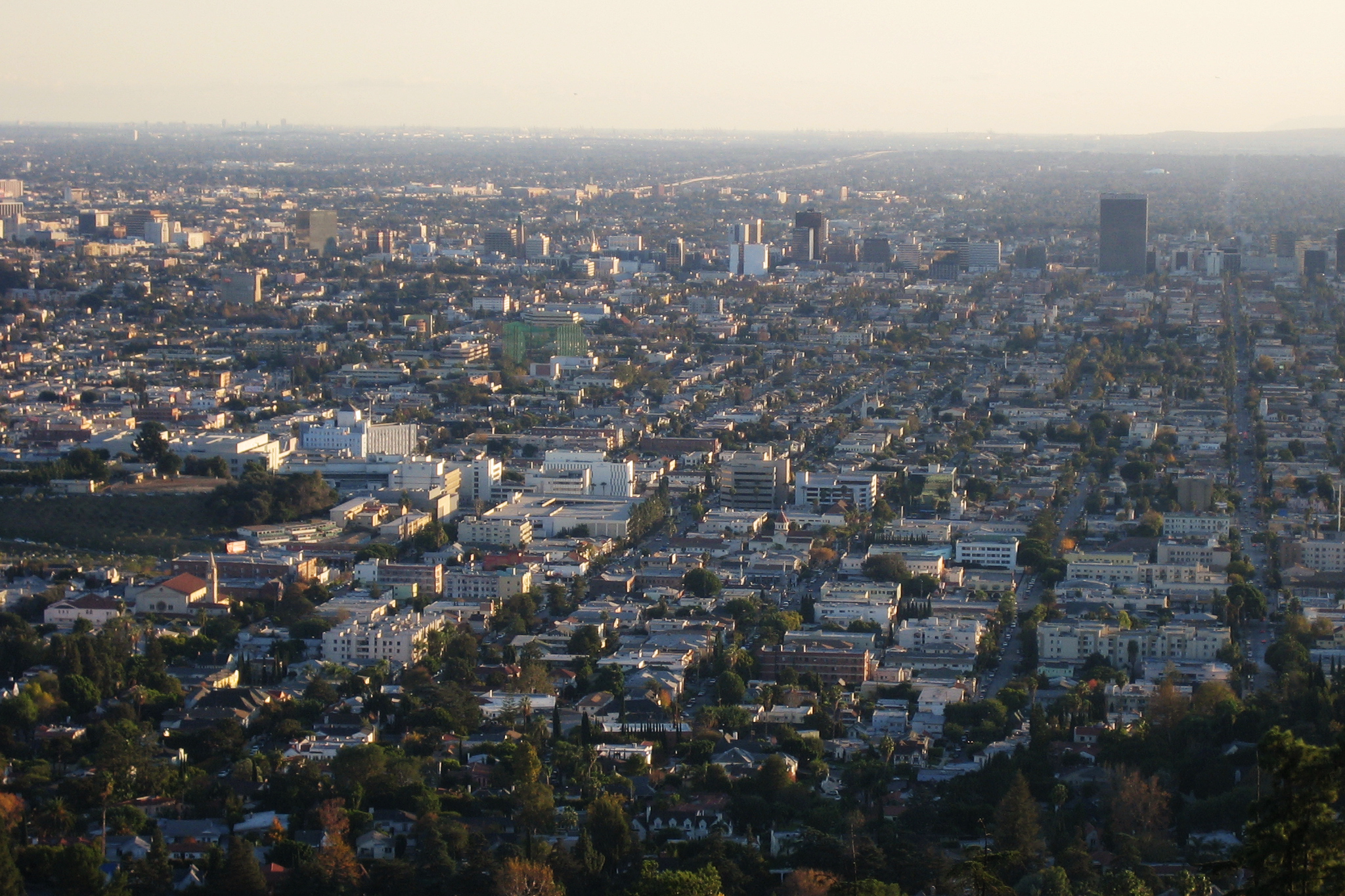
Район Маленькая Армения в Голливуде. Лос-Анджелес
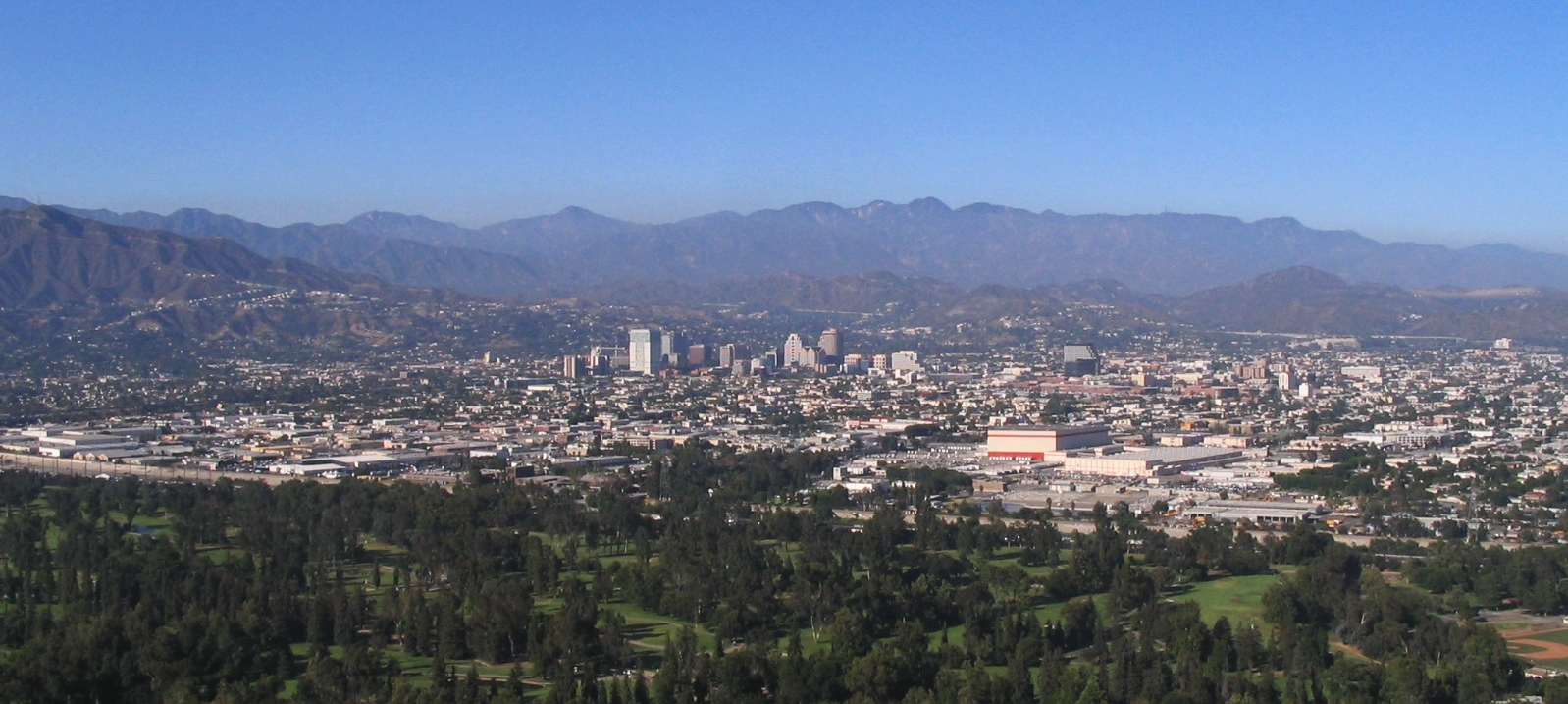
Глендейл, Калифорния

### Лос-Анджелес
В Лос-Анджелесе находится богатейшая армянская община в мире. В городе имеются армянские кварталы, действует армянское телевидение, издаются газеты и журналы на армянском языке, действуют десятки армянских церквей, в правительстве есть депутаты, официально представляющие интересы армянского населения. Армянское население сконцентрировано в 10 районах города: Литтл-Армения (Голливуд), Норт-Голливуд, Шадоу-Хиллс, Санленд-Тухунга, Тарзана, Уиннетка, Энсино и Шерман-Окс (Сан-Фернандо-Вэлли), Венис (Вестсайд) и Уилшир-Парк (Уилшир).

### Глендейл

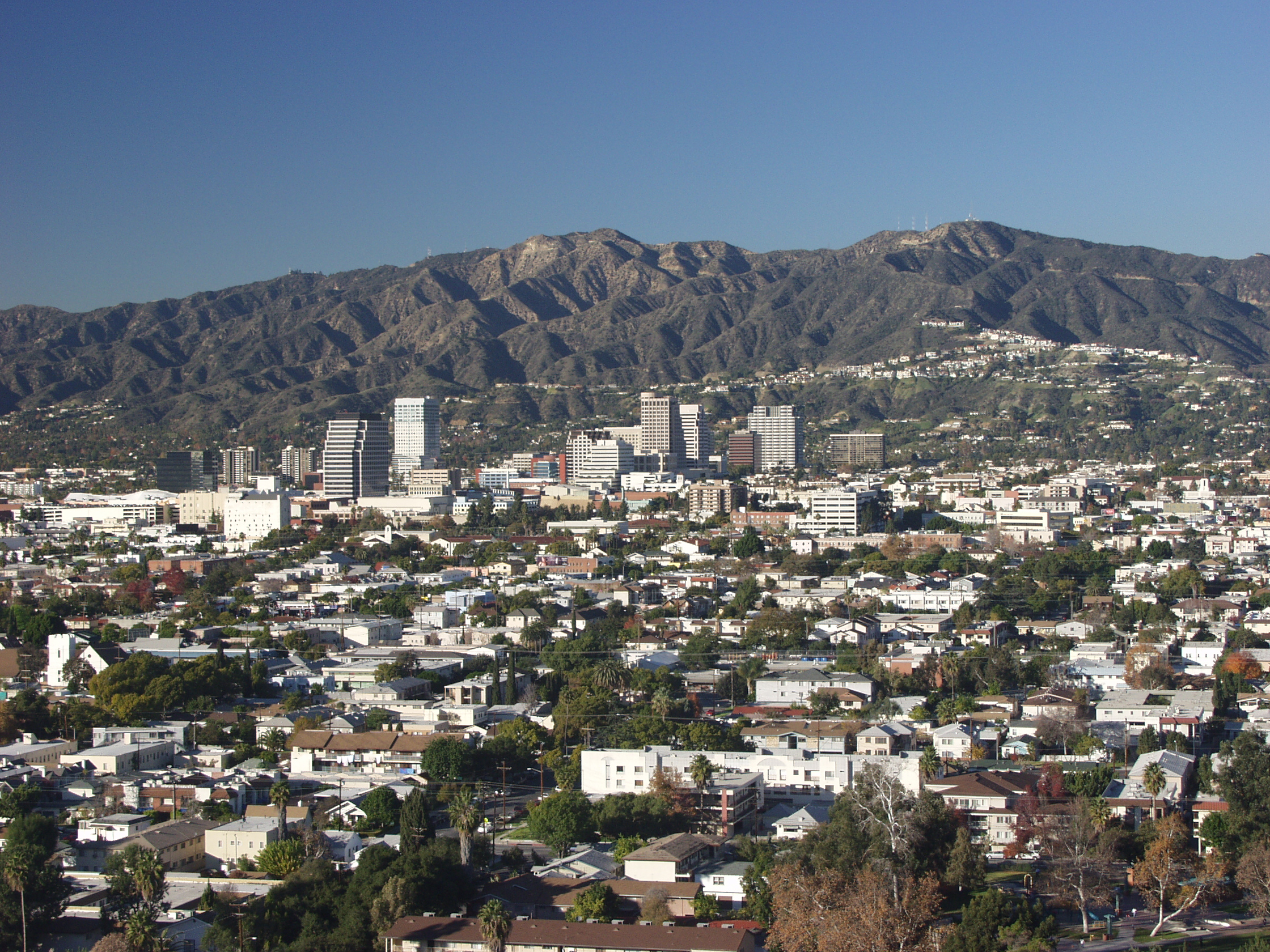
Один из армянских районов Лос-Анджелеса

По официальным данным в Глендейле живут 65,000 армян, что составляет 31 % населения города, однако неофициально число армян в Глендейле достигает 150,000, или свыше 70 % городского населения.

### Бербанк
Город Бербанк является одним из мест компактного проживания армян. Армянская община составляет около 30 % населения города.

### Алтадина
Город Алтадина — ещё одно место компактного проживания американских армян. Всего в городе насчитывается 8,000 этнических армян, что составляет 20 % населения.

### Монтебелло
В Монтебелло живут 11,000 армян, что составляет около 18 % населения города. Армяне играют важную роль в экономике и общественной жизни. Мэр города Джек Хаджинян также является этническим армянином.

### Пасадина

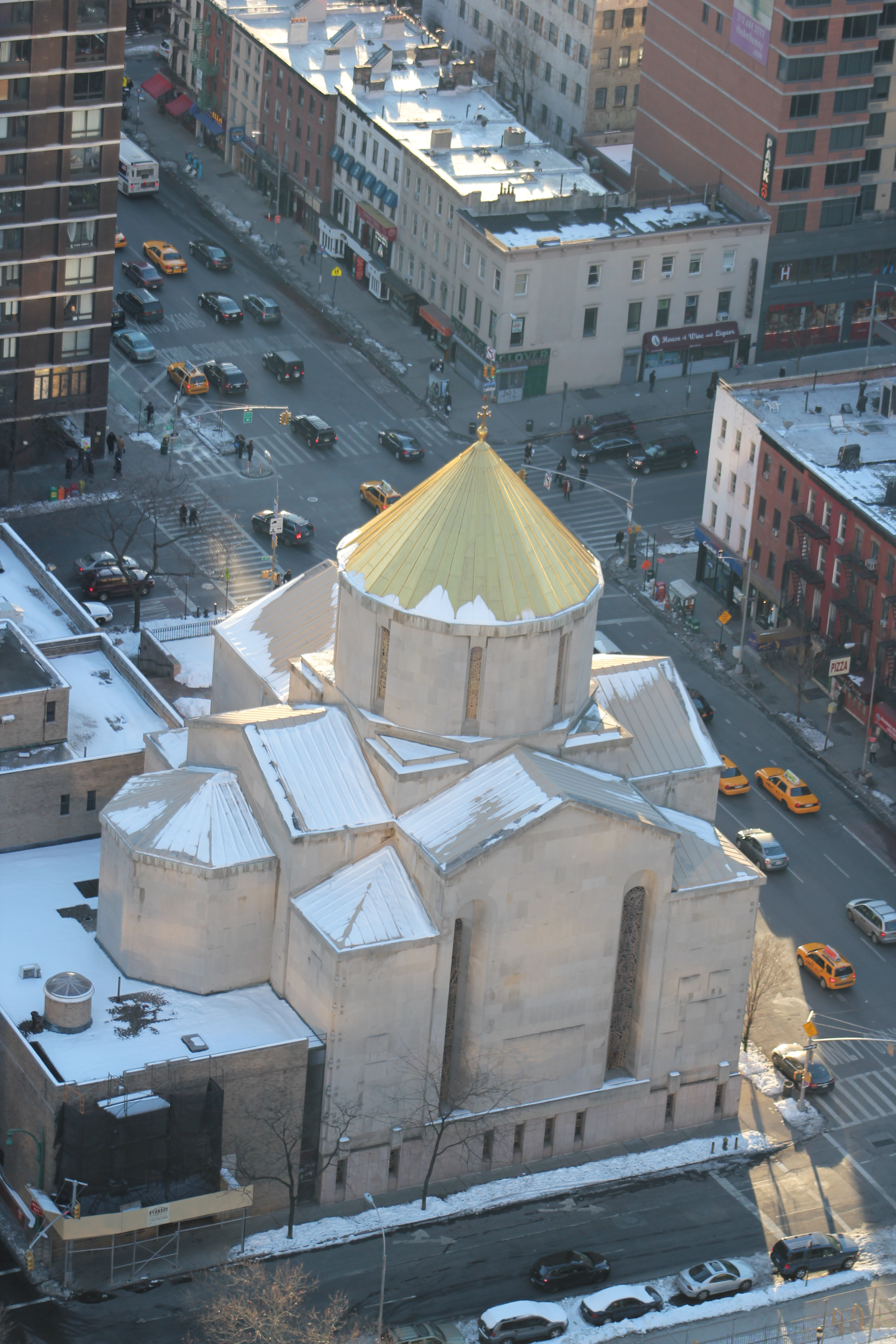
Собор Св. Вардана в Нью Йорке

В Пасадине находится крупная армянская община, насчитывающая 16,000 человек, что составляет 12 % населения города.
Первыми армянами в Пасадине были братья Джон и Моисей, которые в 1889 году открыли здесь производство ковров. К середине 1920-х годов всё больше и больше армян селились в Пасадине. В 1924 году 20 молодых армян основали в городе Веруджан клуб, где организовывались армянские культурные и общественные мероприятия. Также, в 1920-е годы в Пасадине были основаны Армянский благотворительный союз (АОБС) и Армянский благотворительный союз Аджн. К 1933 году в городе насчитывалось 120 армянских семей. В Пасадине армяне поселились в районах Аллен-авеню и Вашингтон Бульвар, где была построена армянская протестантская церковь.

### Фресно
В городе Фресно проживает 50,000 армян, что составляет около 11 % населения города. Армяне живут во Фресно с 1880-х годов. В городе действуют многочисленные армянские благотворительные организации, такие как ВАБС, ВАСС, Амазгаин, Текеян, Вардананц и другие, а также армянские партии. В городе открыто Консульство Армении. В городе издаются две армянские газеты: «Аспарез» и «Нор ор». Большинство армян во Фресно англоязычны.

### Нью-Йорк
В Нью-Йорке живут около 150,000 армян, в том числе 50,000 в районе Квинс и 10,000 в районе Манхеттэн. В Городе действуют множество армянских церквей, старейшая из которых — Церковь Святого Вартана. Имеется армянский район «Маленькая Армения».

### Бостон

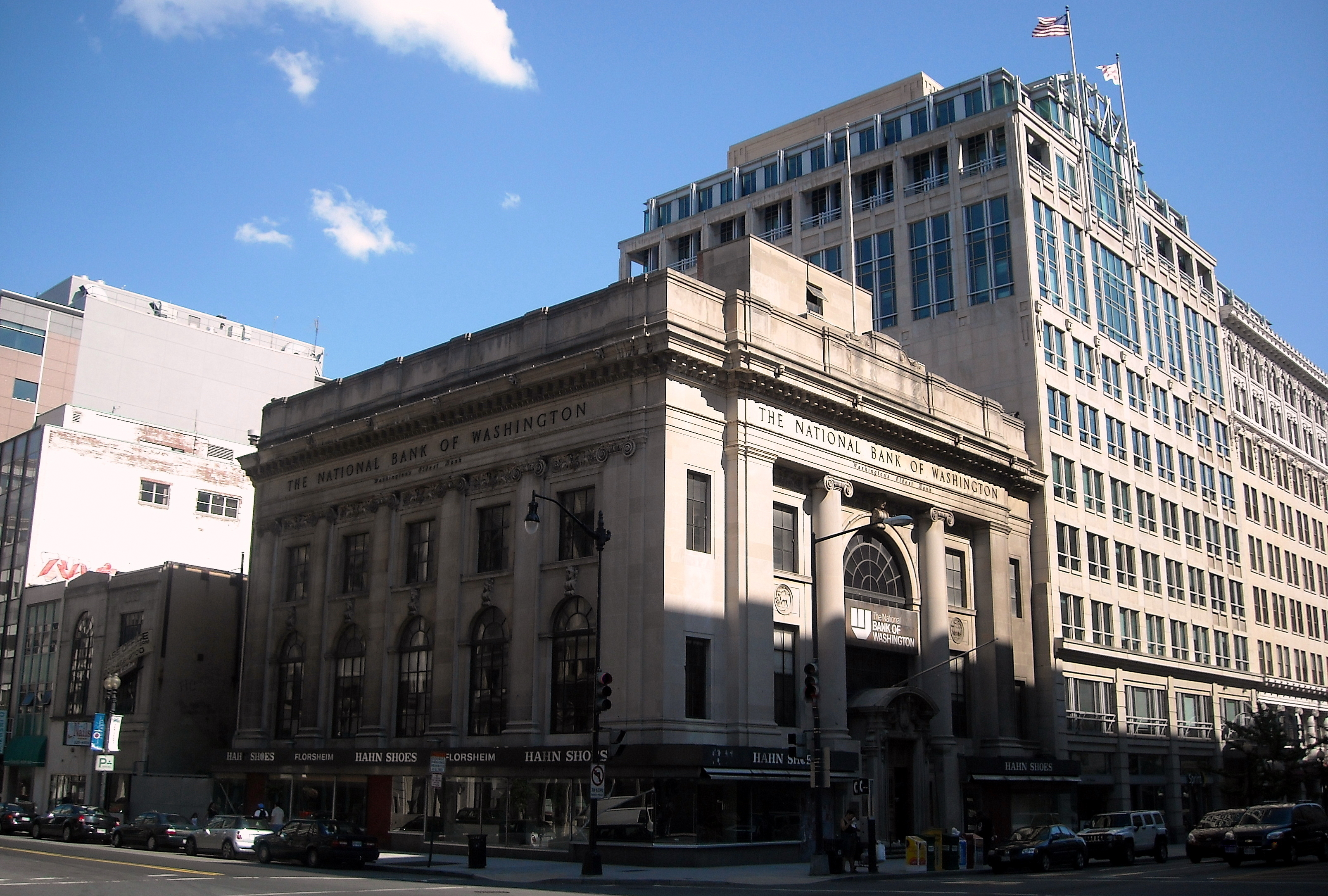
Американский музей геноцида армян, находящийся недалеко от Белого дома в Вашингтоне

В Бостоне живут 70,000 армян. Первым армянином в Бостоне был Степан Задори, который обосновался здесь в середине XIX века. Далее, начиная с 1880-х годов начинается массовая иммиграция армян в Бостон. В городе имеется «Парк Армянского наследия», действуют Армянские церкви и школы.

### Уотертаун
В городе Уотертаун (штат Массачусетс) проживает 8000 армян, что составляет 26 % населения города. В городе действует Армянская библиотека, Армянский музей, Армянская церковь, школы и другие центры армянской культуры. Издаются 6 газет на армянском языке и имеется армянское телевидение.

### Вашингтон
В Вашингтоне живут до 15 000 армян, что составляет 2,5 % населения столицы. В столице действует музей геноцида армян, расположившийся недалеко от Белого дома.

## Религия
В США действуют свыше 120 армянских церквей. 80 % американских армян являются приверженцами Армянской Апостольской Церкви, 10 % протестанты (главным образом Армянская Евангелистская Церковь), остальные — приверженцы Армянской Католической Церкви.
В 1891 году в Вустере была построена Армянская Апостольская церковь Святого Спаса. Американская епархия Армянской Апостольской Церкви была основана в 1898 году католикосом Мкртичем Хримяном. В 1916 году в США насчитывалось уже 34 армянские церкви. В 1927 году была создана Западная Епархия Армянской Апостольской Церкви с центром в городе Лос-Анджелес. С середины 1950-х годов наблюдался бум строительства армянских церквей по всей стране. Помимо Армяно-Апостольских церквей, в США насчитывается 28 Армяно-протестантских церквей и 6 Армяно-католических церквей. Организационно приходы Армянской католической церкви в США и Канаде входят в созданный в 1981 году Апостольский экзархат.
Во второй половине XX века межэтнические браки американских армян, бывшие до того исключением, стали правилом. Согласно статистике церковных браков в Новой Англии (записи Армянской апостольской церкви в штатах Мэн, Нью-Гемпшир, Вермонт, Массачусетс, Род-Айленд, Коннектикут) в 1950—1954 годах смешанные браки составляли только 21 % браков, освященных ААЦ, тогда как в 1975—1976 годах уже 78 % браков, освященных ААЦ. Исследователь М. Джендян, изучавший межнациональные браки у армян Центральной Калифорнии периода 1920-х — 1990-х годов пришёл к выводу, что к 1990-м годам резко увеличилась доля межнациональных браков. Он также отметил, что если ранее брак армянина и неармянки встречался гораздо чаще, чем брак армянки и неармянина, то к 1990-м годам ситуация резко изменилась и чаще стали встречаться пары армянка — неармянин, чем армянин — неармянка.

## Армянские общественные организации в США
В США за 1887—2001 годы были созданы, по данным Института армянских исследований, 1228 армянских организаций. Из них на начало 2010-х годов очень заметными являются следующие:

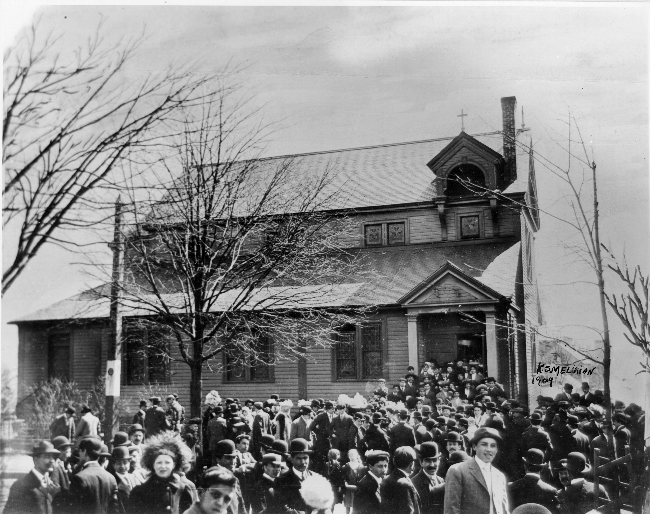
Армянская община у Церкви Спасителя, фото 1909 года

- Армянский всеобщий благотворительный союз (AGBU). Был зарегистрирован в США как некоммерческая организация в 1955 году. В 1985 году по данным советского военного атташе союз имел в США уже 101 отделение и объединял 19 тыс. членов. Значительную роль в становлении организации сыграла деятельность её президента А. Манукяна, который внёс на различные программы из своих личных средств около 40 млн долларов. За 1953—1989 годы активы Союза выросли с 8 млн долларов до 105 млн долларов. При помощи Союза в США были открыты армянские школы, созданы летние лагеря. Союз также оказывал поддержку армянам за рубежом — снабжал продовольствием иранских армян, бежавших после Исламской революции, армян Египта и Ливана, а также выделил помощь для ликвидации Спитакского землетрясения, а также гуманитарную помощь для независимой Армении в 1991—1993 годах и помог непризнанной Нагорно-Карабахской Республике в её послевоенном восстановлении. Союз изначально находится в оппозиции к партии Дашнакцутюн.
- Либерально-демократическая партия «Рамкавар-Азатакан». Эта организация является союзником Армянского всеобщего благотворительного союза и часть членов руководства Союза были её членами. Партия «Рамкавар-Азатакан» имела свои СМИ в США: «Armenian Mirror-Spectator» (с 1932 года еженедельно публиковалась на английском языке) и «Baikar» (с 1922 года нерегулярно выпускалась на армянском языке), которые издавались в Уотертауне (Массачусетс), и еженедельная двуязычная газета «Nor Or», которая выходила в Алтадине (Калифорния). «Рамкавар-Азатакан» борется за признание геноцида армян. Под патронажем партии находится организация «Витязи и дочери святого Вардана», которая оказывала гуманитарную помощь Армении.
- Армянская ассамблея Америки основана в 1972 году. К 2000 году её годовой бюджет составлял 3,5 млн долларов, а в её составе было около 10 тыс. членов. Организация занимается культурными программами, а также лоббизмом, добиваясь признания геноцида армян и защищая интересы Армении и Нагорно-Карабахской республики при определении внешней политики США. Офисы Ассамблеи расположены (на начало 2010-х годов) в Вашингтоне, Лос-Анджелесе и Ереване.
- Дашнакцутюн, основанная в 1890 году, превратилась в США к 2000 году в мощную организацию, имеющую обширную филиальную сеть. Ею учреждён ряд армянских школ, под её эгидой функционировали основные организации: Армянский союз помощи, Армянский всеобщий союз физической культуры и скаутинга, Общенациональный армянский образовательный и культурный союз, Армянская федерация молодёжи и другие. Дашнакцутюн активно занимается лоббизмом через созданный в 1941 году Американский национальный комитет Америки.
- Партия «Гнчак».

## СМИ
Вероятно, первым армянином-журналистом в США стал К. Осканян, который прибыл в Штаты в 1836 году из Стамбула для учёбы в Нью-Йоркском университете, а потом стал главным редактором газеты и опубликовал свою книгу о жизни армян в Турции под названием «Султан и его народ». В крупных американских СМИ армяне иногда занимают очень высокие посты. Например, во влиятельной газете «Washington Post» главным редактором в 1971—2001 годах был Бен Багдикян, а генеральным директором и владельцем этой газеты в 1978—2006 годах являлся другой армянин — Пол Роберт Игнатиус. Вице-президентом Фокс Ньюс в 2011 году стал Мэтью Варсегян.

## Американские армяне-политики

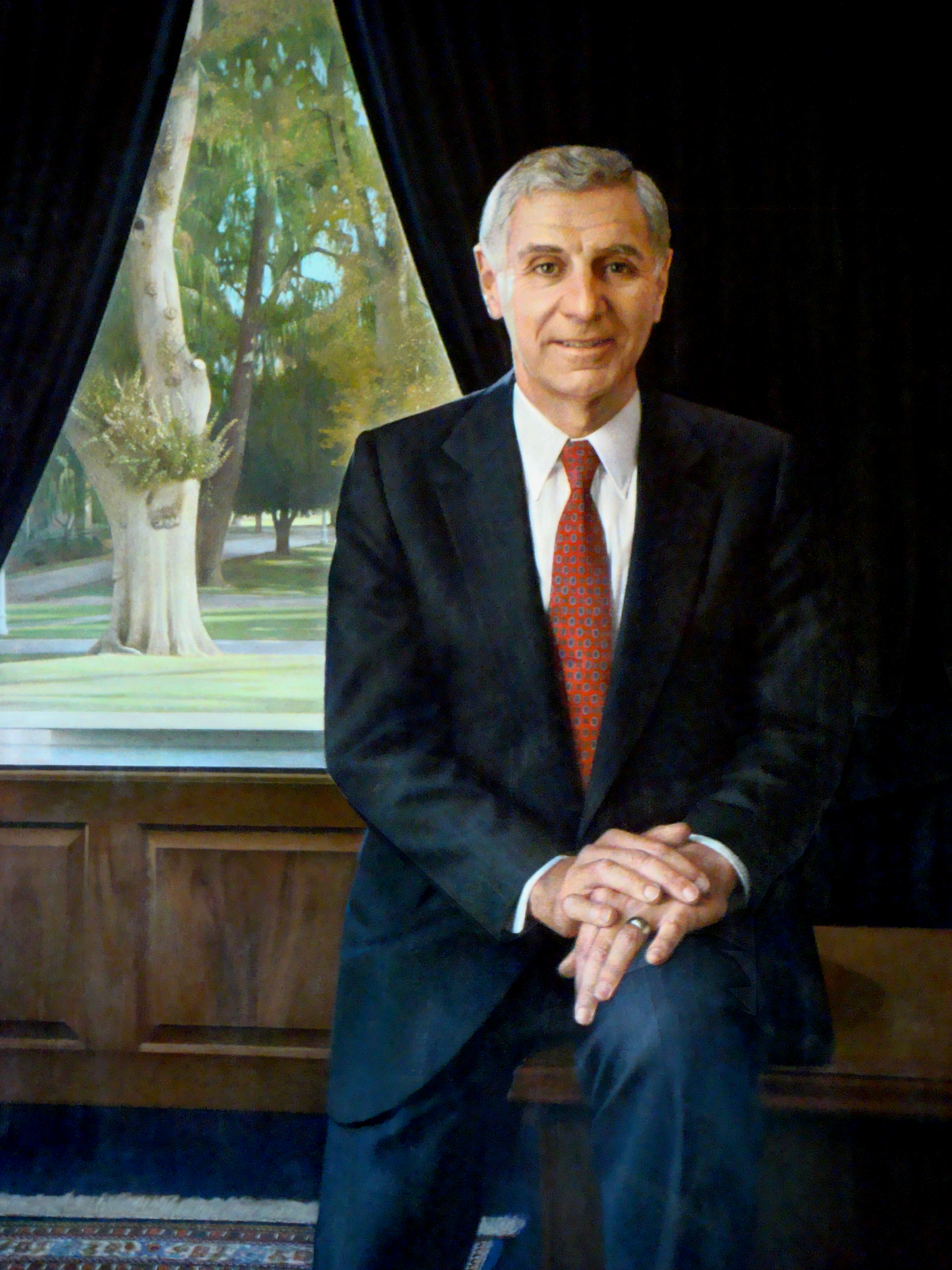
Губернатор Калифорнии Джордж Докмеджян

Несмотря на сильное армянское лобби США и наличие многочисленного Армянского кокуса в Конгрессе США, среди американских конгрессменов очень мало лиц армянской национальности. Всего в конгресс США за все годы (до 2015 года) были избраны 10 лиц армянской национальности: 8 в Палату представителей и 2 в Сенат. Первым из них стал республиканец Стивен Дерунян, бывший членом Палаты от представителей от штата Нью-Йорк в 1953—1965 годах. Кроме него членами Палаты представителей были ещё 7 армян:
- Алан Бенджамин (штат Индиана, республиканец) в 1977—1982 годах
- Чарльз Папашаян (Калифорния, демократ) в 1979—1991 годах
- Данкан Хантер (Калифорния, республиканец) в 1983—1993 годах
- Барнетт Фрэнк (Массачусетс, демократ) в 1981—2013 годы
- Анна Эшу (Калифорния, демократ) с 2013 года
- Джон Свинни (Нью-Йорк, республиканец) в 1999—2007 годах
- Жаклин Спейер (Калифорния, демократ) с 2013 года

В Сенате США до 2015 года было два армянина (оба республиканцы) — Джон Сеймур (Калифорния, в 1991—1992 годах) и Честер Лотт (Миссисипи в 1989—2007 годах).
Некоторые из американских армян получили крупные государственные посты в США. В судебной системе значимые посты занимали (до 2015 года) только 3 армянина: Тигран Тевризян в 1985—2005 годах был членом Окружного суда в Калифорнии, Арман Арабян в 1990—1996 годах был председателем Верховного суда Калифорнии, а Марвин Бакстер с 1991 года является судьей Верховного суда Калифорнии. Три армянина (до 2015 года) были генеральными прокурорами штатов США: Роберт Кенни был генеральным прокурором Калифорнии в 1943—1947 годах, Джеймс Шеннон — генеральным прокурором Массачусетса в 1987—1991 годах, Джозеф Аирян — генеральным прокурором Нью-Джерси в 1998—2003 годах. За всю историю США только один армянин стал губернатором штата — Джордж Докмеджян, возглавлявший Калифорнию в 1983—1991 годах. До 2015 года 8 армян стали членами парламентов штатов США (из них 5 в Калифорнии). Также известны 11 армян, которые стали в разные годы мэрами американских городов — Глендейла, Монтебелло, Анахайма, Сьерра-Мадре, Вэрвика, Уокигана, Троя.

## Арменоведение в США
Арменоведение в США начало активно развиваться после того, как в 1955 году в городке Белмонт (Массачусетс) была основана Национальная ассоциация арменоведческих исследований путем объединения ассоциаций арменоведов Гарвардского и Бостонского университетов. Также в 1965—1970 годах были созданы арменоведческие кафедры в Колумбийском, Калифорнийском и Йельском университетах. В 1974 году возникла Ассоциация армянских исследований, а в 1980 году основана кафедра современной истории Армении Калифорнийского университета. В 1982 году был создан Институт Зоряна.

## Армянское лобби в США
Основными организациями армянской диаспоры, которые занимаются защитой её интересов являются: Армянский национальный комитет Америки, связанный с Дашнакцутюн, и созданная в противовес ему Армянская Ассамблея Америки (с 1972 года).

## Маленькая Армения (Лос-Анджелес)
Маленькая Армения — сообщество, является частью района Голливуда в Лос-Анджелесе, штат Калифорния. Оно попадает в зону, называемую Восточный Голливуд. Населена этническими армянами, есть армянские школы, церковь, предприятия. Область обслуживается метро Red Line в Голливуде / Западной станцией.

## Армяне Глендейла

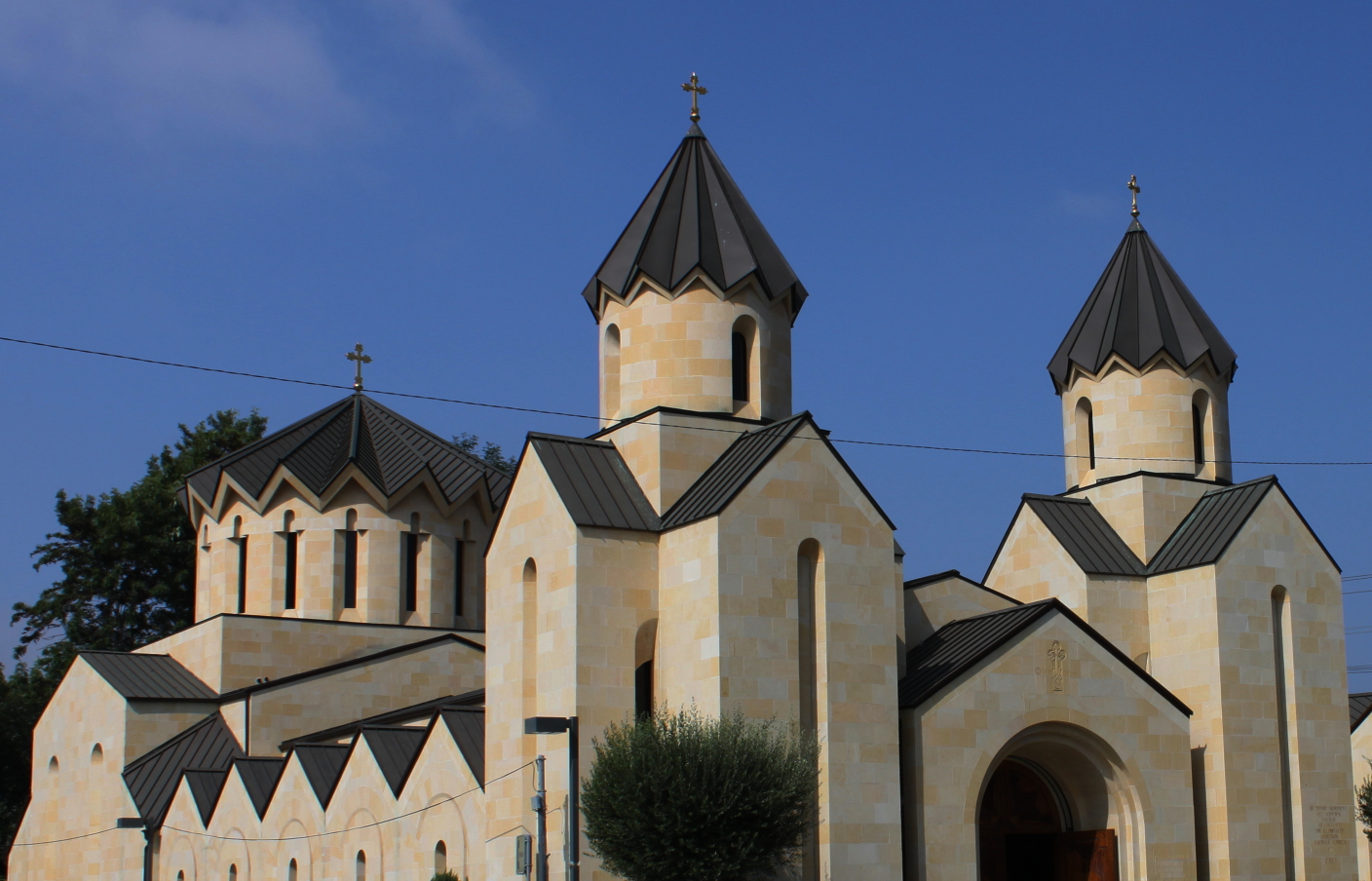
Армянская церковь Св. Григория в Глендейле (2001)

Армянские семьи жили в городе с 1920 года, но значительное увеличение числа иммигрантов произошло в 1970-х. Армяно-американцы хорошо интегрированы в городе и владеют многими предприятиями, несколькими армянскими школами, а также этническими и культурными организациями.
Глендейл имеет самый высокий процент жителей армянского происхождения, большинство из которых прибыли в город в течение последних двух десятилетий[когда?]. Город Глендейл является домом для одной из крупнейших армянских городских общин.
В соответствии с переписью населения США 2000 года Глендейл является домом для 53854 армян, но перепись не отражает реальной численности армян, потому что большинство американских армян, в графе «национальность», написали «американцы», по оценочным данным, в Глендейле живут до 150,000 армян, составляющих 72 % от общей численности населения, увеличившись с 1990 года, когда в городе проживало 31402 армян.
Некоторые члены рок-группы System of a Down, состоящей из армян, проживающих в США, также начинали свою карьеру в Глендейле.
В городе среди прочих также находится Армянская школа Чамляна.

## Связи с Республикой Армения
Связи американских армян с Армянской ССР в 1950-е — 1980-е годы осуществлялись через советский Комитет по культурным связям с соотечественниками за рубежом (функционировал с 1964 года). Детей американских армян приглашали в пионерские лагеря в СССР, армян диаспоры учили в вузах Армянской ССР, США посещали армянские ученые и писатели. Связи с исторической родиной у американских армян активизировались, видимо, после Спитакского землетрясения 1988 года. В 1989 году в Лос-Анджелесе был создан Объединённый армянский фонд для оказания помощи пострадавшим районам.
В независимой Армении американские армяне получили несколько государственных постов. Жирайр (Джерард) Либаридьян в январе 1991 года был назначен советником президента Л. Тер-Петросяна, в октябре того же года Раффи Ованнисян стал министром иностранных дел Армении, а в январе 1992 года житель Калифорнии Себо Ташчян стал министром энергетики. Однако вскоре между властями Армении и американскими армянами произошёл разрыв. Партия «Дашнакцутюн» поддержала на президентских выборах 1991 года С. Саркисяна, после чего в июне 1992 года один из лидеров этой партии Г. Марухян был выдворен из Армении по обвинению в «подрывной» деятельности против урегулирования карабахского конфликта. В октябре 1992 года в отставку был отправлен Р. Ованнисян. 28 декабря 1994 года деятельность партии «Дашнакцутюн» была запрещена в Армении. Ряд дашнаков был арестован. Партия была легализована только 9 февраля 1998 года после прихода к власти Р. Кочаряна, правительство которого выпустило арестованных дашнаков. Р. Кочарян также выступил на двух конференциях «Армения — диаспора» в Ереване в 1999 и 2002 годах.